# Faut-il aimer Mathilde ?
Pour plus de détails, voir Fiche technique et Distribution.
Faut-il aimer Mathilde ? est un film franco-belge, réalisé par Edwin Baily, sorti en 1993.

## Fiche technique
- Titre français : Faut-il aimer Mathilde ?
- Réalisation : Edwin Baily
- Scénario : Edwin Baily et Luigi De Angelis
- Photographie : Pierre-Laurent Chénieux
- Musique : Arno
- Production : Rachid Bouchareb et Jean Bréhat
- Pays d'origine :  France -  Belgique
- Format : couleurs
- Genre : comédie dramatique
- Date de sortie : 1993

## Distribution
- Dominique Blanc : Mathilde
- Paul Crauchet : Papy
- André Marcon : Charly
- Anne-Marie Cappelier : Jeanine
- Florence Masure : Stéphanie
- Marc Duret : Mano
- Jacques Bonnaffé : Jean-Pierre
- Maxime Leroux : Jacques
- Thierry Ragueneau : Rémy
- Victor Garrivier : Lucien
- Sylvie Granotier : Nadia
- Jenny Clève : La poissonnière
- Eric Leblanc : Pierre
- Véronique Gonze : Madeleine